# Irlandia na Letnich Igrzyskach Olimpijskich 2004
Irlandię na Letnich Igrzyskach Olimpijskich 2004 reprezentowało 46 zawodników, w tym 14 kobiet. Najmłodszym zawodnikiem był Andy Lee (20 lat). Najstarszym zawodnikiem był Mark Mansfield (42 lata). Reprezentacja Irlandii nie zdobyła żadnego medalu.

## Dyscypliny

### Boks
- Andy Lee - Klasa do 75 kg

### Jeździectwo
- Cian O’Connor, Skoki przez przeszkody
- Kevin Babbington, Skoki przez przeszkody
- Jessica Kuerten, Skoki przez przeszkody
- Marion Hughes, Skoki przez przeszkody
- Mark Kyle, WKKW
- Niall Griffin, WKKW
- Susan Shortt, WKKW
- Sasha Harrison, WKKW
- Edmond Gibney, WKKW
- Heike Holstein, Ujeżdżenie

### Kajakarstwo
- Eoin Rheinisch, K-1
- Eadaoin Ni Challarain, C-1

### Kolarstwo
- Robin Seymour, Kolarstwo górskie
- Jenny McCauley, Kolarstwo górskie
- Ciarán Power, Kolarstwo szosowe
- Mark Scanlon, Kolarstwo szosowe

### Lekkoatletyka
- Derval O’Rourke, 100 przez płotki kobiet
- Sonia O’Sullivan, bieg na 5000 metrów kobiet
- Maria McCambridge, bieg na 5000 metrów kobiet
- Marie Davenport, bieg na 10000 metrów kobiet
- Olive Loughnane, chód na 20 km kobiet
- Paul Brizzel, bieg na 200 metrów mężczyzn
- James Nolan, bieg na 1500 metrów mężczyzn
- Alistair Ian Cragg, bieg na 500 metrów mężczyzn
- Mark Carroll, bieg na 500 metrów mężczyzn
- Robert Heffernan, chód na 20 km mężczyzn
- Adrian O'Dwyer, Skok wzwyż

### Pływanie
- Emma Robinson, 100 metrów stylem klasycznym
- Michael Williamson, 200 metrów stylem klasycznym

### Strzelectwo
- Derek Burnett - Trap

### Wioślarstwo
- Sam Lynch i Gearoid Towey, Dwójka bez sternika
- Richard Archibald, Eugene Coakley, Niall O’Toole i Paul Griffin, Czwórka bez sternika

### Żeglarstwo
- David Burrows, Klasa Finn
- Gerald Owen, Klasa 470
- Ross Killian, Klasa 470
- Mark Mansfield, Klasa Star
- Killian Collins, Klasa Star
- Tom Fitzpatrick, 49er Klasa
- Fraser Brown, 49er Klasa
- Maria Coleman, Europe Klasa
- Rory Fitzpatrick, Laser Klasa